# Жак Ле Лавассьє
Жак Ле Лавассьє (фр. Jacques Le Lavasseur, 15 жовтня 1861 — 8 жовтня 1939) — французький яхтсмен.
Олімпійський чемпіон 1900 в 1-му і 2-му запливах у класі 2—3 тонни.